# Liste der denkmalgeschützten Objekte in Predmier
Die Liste der denkmalgeschützten Objekte in Predmier enthält die 15 nach slowakischen Denkmalschutzvorschriften geschützten Objekte in der Gemeinde Predmier im Okres Bytča.

## Denkmäler
| Foto |                 | Denkmal / č. ÚZPF                         | Standort / Konskr. Nr.                     | Offizielle Beschreibung                      | Beschreibung                                | Metadaten                                                          |
| ---- | --------------- | ----------------------------------------- | ------------------------------------------ | -------------------------------------------- | ------------------------------------------- | ------------------------------------------------------------------ |
| ja   | Datei hochladen | Sockel(sk) ObjektID: 501-1362/1           | Standort KG: Predmier Konskr.Nr.:          | kamenný                                      | Stein                                       | č. NKP: 501-1362/1 Stand des NKP: 2012-02-08 Name: PODSTAVEC       |
| ja   | Datei hochladen | Kreuz und Korpus(sk) ObjektID: 501-1362/2 | Standort KG: Predmier Konskr.Nr.:          | Ukrižovaný Kristus;socha Krista na kríži     | Christus am Kreuz                           | č. NKP: 501-1362/2 Stand des NKP: 2012-02-08 Name: KRÍŽ S KORPUSOM |
| ja   | Datei hochladen | Statue 1(sk) ObjektID: 501-1362/3         | Standort KG: Predmier Konskr.Nr.:          | Panna Mária;socha Panny Márie                | Jungfrau Maria                              | č. NKP: 501-1362/3 Stand des NKP: 2012-02-08 Name: SOCHA I.        |
| ja   | Datei hochladen | Statue 2(sk) ObjektID: 501-1362/4         | Standort KG: Predmier Konskr.Nr.:          | sv.Ján Evanjelista;socha sv.Jána Evanjelistu | St. Johannes der Evangelist                 | č. NKP: 501-1362/4 Stand des NKP: 2012-02-08 Name: SOCHA II.       |
| ja   | Datei hochladen | Statue 3(sk) ObjektID: 501-1362/5         | Standort KG: Predmier Konskr.Nr.:          | Mária Magdaléna;socha Márie Magdalény        | Maria Magdalena                             | č. NKP: 501-1362/5 Stand des NKP: 2012-02-08 Name: SOCHA III.      |
| ja   | Datei hochladen | Sockel(sk) ObjektID: 501-2688/1           | Standort KG: Predmier Konskr.Nr.:          | kamenný                                      | Stein                                       | č. NKP: 501-2688/1 Stand des NKP: 2012-02-08 Name: PODSTAVEC       |
| ja   | Datei hochladen | Statue(sk) ObjektID: 501-2688/2           | Standort KG: Predmier Konskr.Nr.:          | sv.Ján Nepomucký;socha sv.Jána Nepomuckého   | St. Johannes Nepomuk                        | č. NKP: 501-2688/2 Stand des NKP: 2012-02-08 Name: SOCHA           |
| BW   | Datei hochladen | Säule(sk) ObjektID: 501-2689/1            | Standort KG: Predmier Konskr.Nr.:          | štvorboký                                    | tetraedrisch                                | č. NKP: 501-2689/1 Stand des NKP: 2012-02-08 Name: PILIER          |
| BW   | Datei hochladen | Statue(sk) ObjektID: 501-2689/2           | Standort KG: Predmier Konskr.Nr.:          | sv.Ján Nepomucký;socha sv.Jána Nepomuckého   | St. Johannes Nepomuk                        | č. NKP: 501-2689/2 Stand des NKP: 2012-02-08 Name: SOCHA           |
| BW   | Datei hochladen | Statue(sk) ObjektID: 501-10563/0          | Standort KG: Predmier Konskr.Nr.:          | Štefánik M.R.;1880-1919,politik,vojak        | Milan Rastislav Štefánik, Politiker, Soldat | č. NKP: 501-10563/0 Stand des NKP: 2012-02-08 Name: SOCHA          |
| ja   | Datei hochladen | Gedenkhaus(sk) ObjektID: 501-1430/1       | 52 Standort KG: Predmier Konskr.Nr.: 52    | Bajza J.I.;1755-1836,spisovateľ              | für den Schriftsteller Jozef Ignác Bajza    | č. NKP: 501-1430/1 Stand des NKP: 2012-02-08 Name: DOM PAMÄTNÝ     |
| BW   | Datei hochladen | Gedenktafel(sk) ObjektID: 501-1430/2      | 52 Standort KG: Predmier Konskr.Nr.: 52    | Bajza J.I.;1755-1836,spisovateľ              | für den Schriftsteller Jozef Ignác Bajza    | č. NKP: 501-1430/2 Stand des NKP: 2012-02-08 Name: TABUĽA PAMÄTNÁ  |
| ja   | Datei hochladen | Post(sk) ObjektID: 501-1361/0             | 53 Standort KG: Predmier Konskr.Nr.: 53    | solitér                                      | ehem. Post                                  | č. NKP: 501-1361/0 Stand des NKP: 2012-02-08 Name: POŠTA           |
| ja   | Datei hochladen | Kirche(sk) ObjektID: 501-1359/0           | 56 Standort KG: Predmier Konskr.Nr.: 56,57 | r.k.sv.Gála;farský kostol sv.Gála-opáta      | römisch-katholische Pfarrkirche St. Gallus  | č. NKP: 501-1359/0 Stand des NKP: 2012-02-08 Name: KOSTOL          |
| ja   | Datei hochladen | Schloss(sk) ObjektID: 501-1360/0          | 256 Standort KG: Predmier Konskr.Nr.: 256  | prejazdový,solitér;Kaštieľ,mlyn              | Durchfahrt, Einzelhaus, Herrenhaus, Mühle   | č. NKP: 501-1360/0 Stand des NKP: 2012-02-08 Name: KAŠTIEĽ         |

## Legende
Die Tabelle enthält im Einzelnen folgende Informationen:
| Foto:                    | Fotografie des Denkmals. |
| Denkmal / č. ÚZPF:       | Die Übersetzung der Bezeichnung des Denkmals, wie sie vom Slowakischen Denkmalamt (Pamiatkový úrad Slovenskej republiky) verwendet wird. Die Originalbezeichnung ist unter dem Fragezeichen angegeben. Fehlt die Übersetzung, so wird die Originalbezeichnung direkt angezeigt. Weiters ist die Objekt-Identifikationsnummer (Objekt ID) angeführt. Sie ist die offizielle, in der Slowakei eindeutige Nummer č. ÚZPF inklusive der zugehörigen Zählnummer, wie sie in den Daten des Denkmalamtes angegeben wird. Da diese nur innerhalb eines Landkreises gezählt wird, ist dessen Nummer der Denkmalnummer vorangestellt. |
| Standort:                | Wenn in der Liste vorhanden, ist die Adresse angegeben. In Klammern kann sich noch eine zusätzliche Adresse befinden, wenn es beispielsweise ein Eckhaus ist. Bei freistehenden Objekten ohne Adresse (zum Beispiel bei Bildstöcken) ist eine Adresse angegeben, die in der Nähe des Objekts liegt. Durch Aufruf des Links Standort wird die Lage des Denkmals in verschiedenen Kartenprojekten angezeigt. Darunter sind die Katastralgemeinde (KG) und, wenn vorhanden, die Konskriptionsnummer (Konskr. Nr.) angegeben.                                                                                                   |
| Offizielle Beschreibung: | Es ist die Kurzbeschreibung auf Slowakisch, wie sie in den offiziellen Listen angegeben ist, eingetragen. |
| Beschreibung:            | Kurze Angaben zum Denkmal auf Deutsch. |
| Metadaten:               | Zusätzlich werden, wenn in den persönlichen Einstellungen das Helferlein Dauerhaftes Einblenden von Metadaten aktiviert ist, ebensolche angezeigt. |

- Karte mit allen Koordinaten:
- OSM |
- WikiMap